# Ленцерхайде
Ленцерхайде (нем. Lenzerheide) — населённый пункт в Швейцарии, в кантоне Граубюнден. 
Входит в состав региона Альбула. Находится в составе коммуны Вац. Население составляет 2641 человек (на 31 декабря 2005 года). 
Здесь работал Фридрих Ницше.
В 1954 году в Ленцерхайде умерла Антония Люксембургская.
Место проведения этапов Кубка мира по горнолыжному спорту. Несмотря на проведение этапов Кубка мира, Ленцерхайде никогда не принимал чемпионаты мира по горнолыжному спорту, на территории Швейцарии они проходят в Санкт-Морице и Кран-Монтане.
В 2018 году здесь прошёл чемпионат мира по маунтинбайку. Здесь также проходили этапы лыжной многодневки Тур де Ски.
В 2023 году в Ленцерхайде прошёл чемпионат Европы по биатлону (первый в истории на территории Швейцарии). В декабре 2023 года Ленцерхайде впервые принял этап Кубка мира по биатлону.
В 2025 году здесь должен пройти чемпионат мира по биатлону (ранее в Швейцарии три женских гонки в рамках чемпионата мира принимал в 1985 году Эгг).

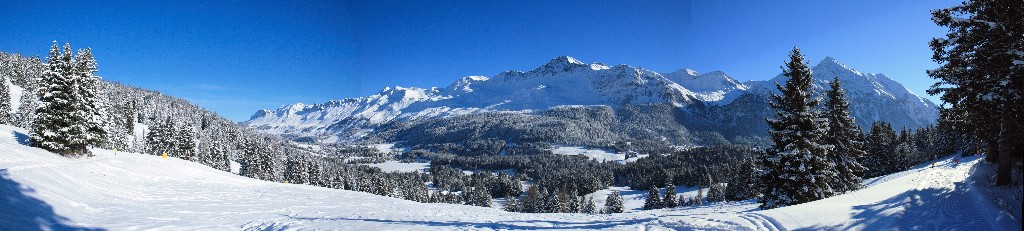
Ленцерхайде - панорама.